# Colletes wickhami
Colletes wickhami is een vliesvleugelig insect uit de familie Colletidae. De wetenschappelijke naam van de soort is voor het eerst geldig gepubliceerd in 1943 door Timberlake.